# Distretto di Qumkurgan
Il distretto di Qumkurgan (usbeco Qumqo`rg`on) è uno dei 14 distretti della Regione di Surxondaryo, in Uzbekistan. Si trova nella parte centro-orientale della regione. Il capoluogo è Qumkurgan, una città di 12.200 abitanti (censimento 1989).